# 萬盛橋
萬盛橋（ばんせいばし）は、新潟県燕市熊森の信濃川に架かる新潟県道256号分水栄線の橋長108 m（メートル）の桁橋。新字体を用いて万盛橋と表記されることもある。

## 概要

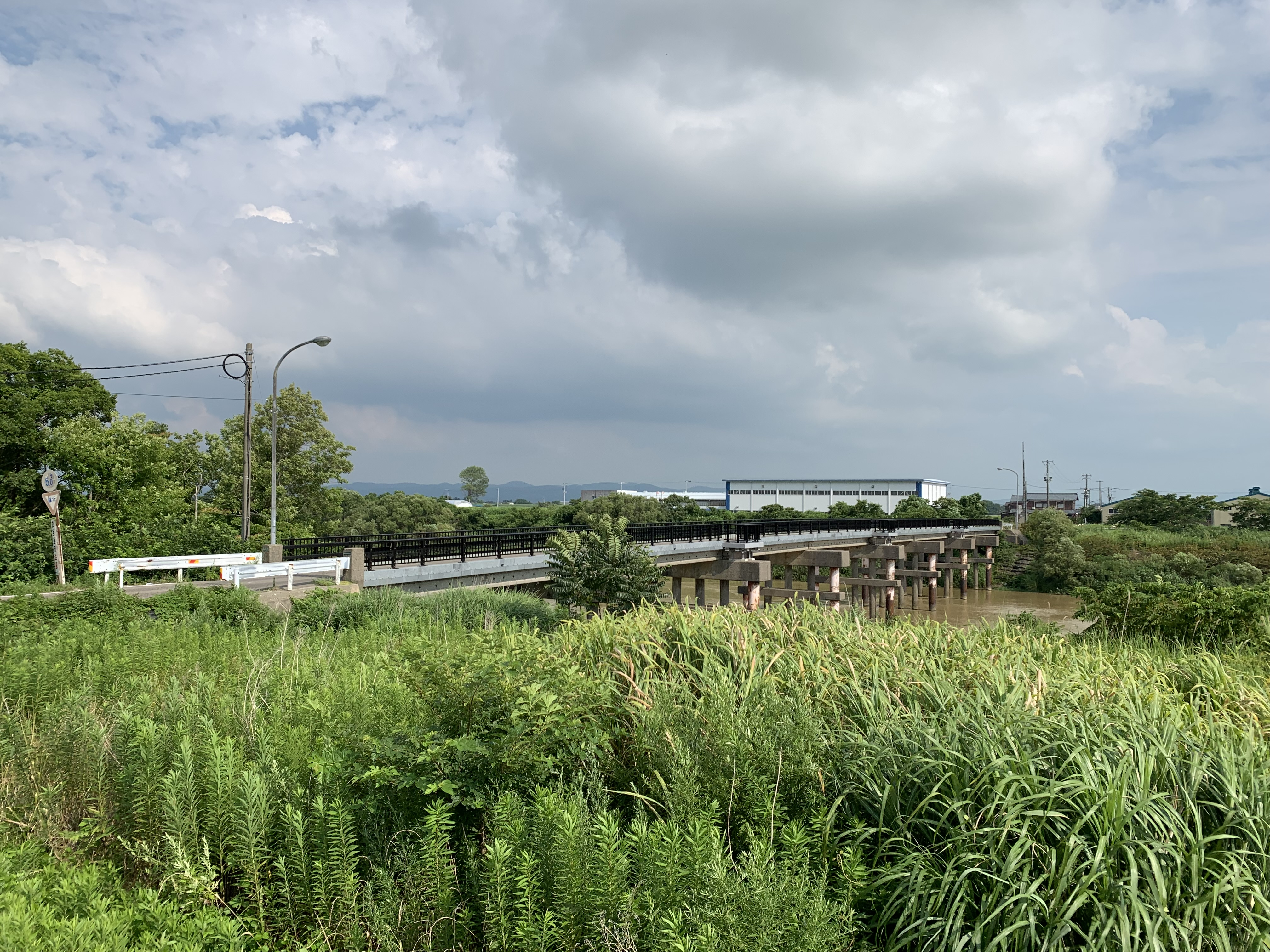
橋脚

- 形式 - PC単純T桁橋8連
- 橋格 - 2等橋
- 橋長 - 108.00 m
- 幅員
  - 総幅員 - 3.5 m
  - 有効幅員 - 3.10 m
- 基礎 - 鋼管杭基礎
- 施工 - 横山組

## 歴史
1963年（昭和38年）3月に竣工し、同年5月2日に開通した。しかし、翌年新潟地震のため被災し、復旧工事が1968年（昭和43年）3月に竣工した。
当初は県道ではなく熊ノ森地区土地改良区の管理下であったが、町村道を経て1987年（昭和62年）に県道に昇格し、新潟県道256号分水栄線となった。これは県による架替を狙ったものとされる。
また幅員が僅か3.5 mであり、極めて狭小であること、河川管理上の問題も有することから度々架替を求める声が上がっているが実現していない。
1980年代には上流側に架かる本川橋が老朽化が進んでいることもあり、先に本橋を架け替えて本川橋の代替橋としてその後、本川橋を架け替える計画であったが、本川橋の劣化が著しく新潟県の三条土木事務所・巻土木事務所および分水町・中之島村の4者間で協議を行い本川橋を優先して架け替えることになり、本橋の架替は沙汰止みとなった。
架替では北側にある新潟県道18号燕地蔵堂線と橋との間が距離が100 mしかなく、現位置に架替えると急勾配になることから上下流でに架替えも想定されるとしている。
2019年度（令和元年度）から2020年度（令和2年度）にかけて、冬季に全面通行止めを行い、防護柵取替などの補修と歩行者の安全確保のため待避所を3か所設置を行った。